# Stadio della pace e dell'amicizia
Lo Stadio della pace e dell'amicizia (in greco Στάδιο Ειρήνης και Φιλίας?) è un palazzo dello sport situato nel complesso sportivo di Faliro presso Il Pireo, Attica. Può ospitare fino a 17000 spettatori, anche se la capienza per le partite di pallacanestro dell'Olympiakos è ridotta a 11554.
È stato costruito nel 1985 ed è una struttura polifunzionale, oltre al basket può ospitare anche atletica, pallavolo, ginnastica, pattinaggio, motocross ed altri sport, oltre a vari eventi quali concerti, conferenze e mostre. 
Nel 1987 è stato la sede degli incontri del Campionato europeo maschile di pallacanestro.
Nel 1991 ha ricevuto il Premio d'oro al concorso internazionale organizzato dall'IAKS (Associazione internazionale per gli impianti sportivi e il tempo libero), per la funzionalità e la qualità.
Nel 2004 è stato ricostruito per ospitare le partite di pallavolo dei Giochi olimpici di Atene.

## Galleria d'immagini

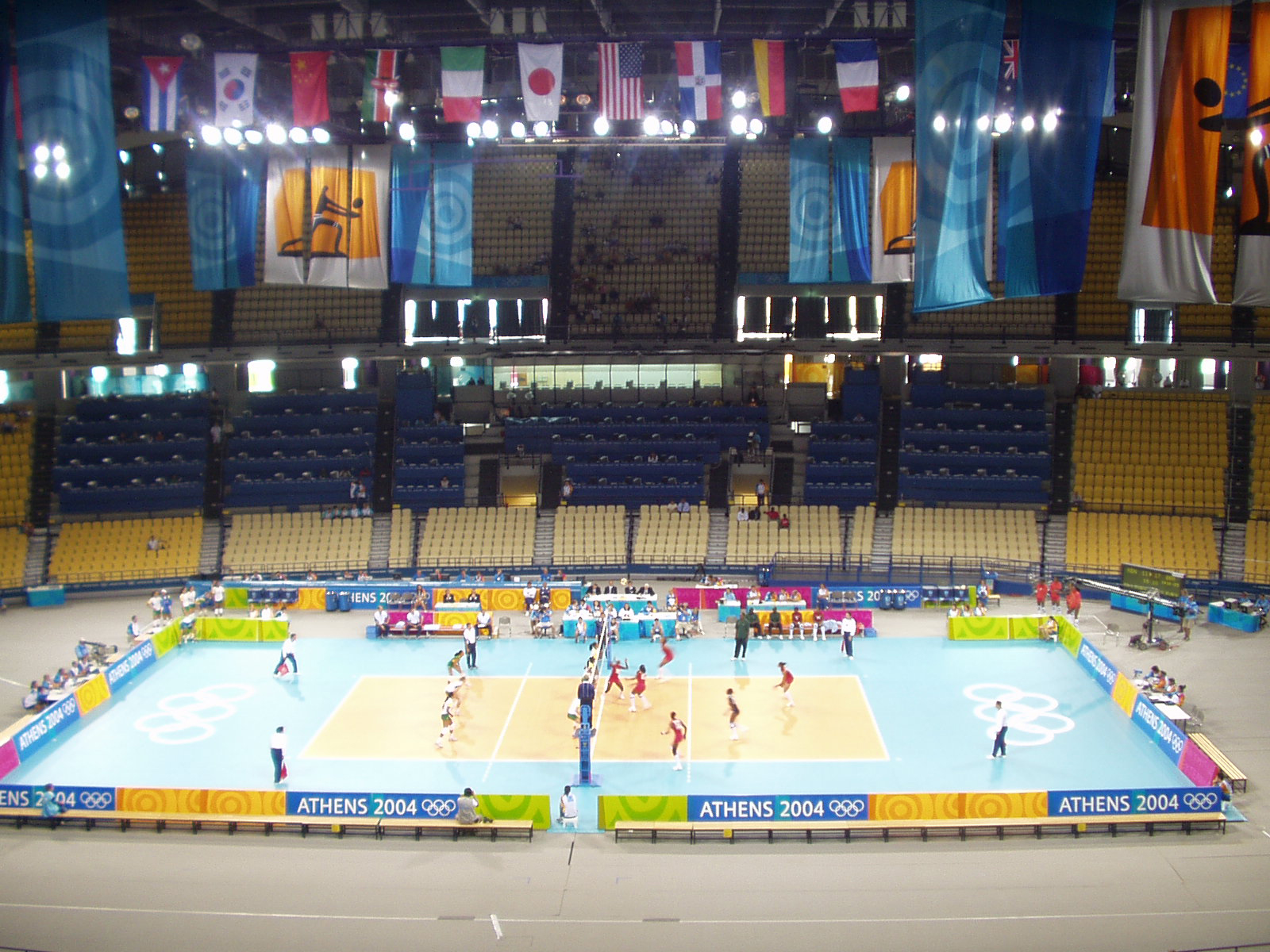
L'impianto durante i Giochi Olimpici del 2004
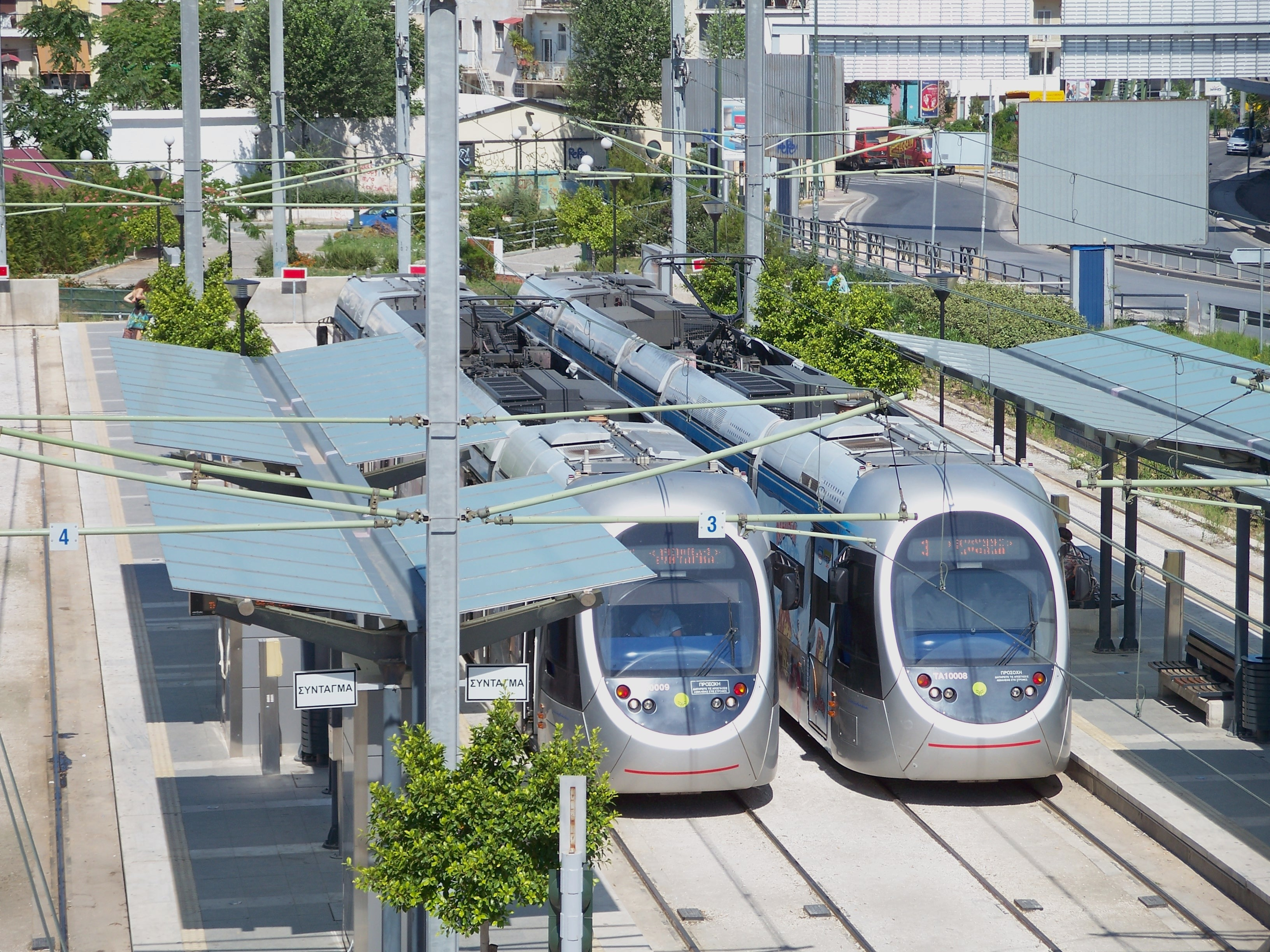
Stazione del tram adiacente all'impianto